# 미렐 러도이
미렐 마테이 러도이(루마니아어: Mirel Matei Rădoi, 1981년 3월 22일 ~ )는 루마니아의 전 축구 선수이자 현 축구 지도자로 현역 시절 포지션은 수비형 미드필더 및 센터백이었다.

## 선수 경력

### 클럽
1999년 엑스텐시브 크라이오바에서 선수 활동을 시작한 러도이 감독은 프로 입문 첫 해부터 2000년까지 14경기를 소화하다가 이듬해인 2000년 루마니아 1부 리그 명문 구단인 스테아우아 부쿠레슈티로 이적 후 9년간 주축 선수로 통산 186경기 12골을 기록하면서 리그 3회 우승, 루마니아 슈퍼컵 2회 우승, 2004-05년 UEFA 유로파리그 4강 진출에 기여한 공을 인정받아 2005년 루마니아 올해의 선수상의 영예를 안았다.
그 뒤 2009년 사우디 프로페셔널리그의 알힐랄 SFC로 이적하며 데뷔 10년만에 처음으로 아시아 무대를 밟아 2011년까지 52경기 10골을 기록하며 리그 2회 연속 우승, 사우디 크라운 프린스컵 3회 연속 우승, 2010년 사우디 리그 올해의 선수상에 선정되는 영예를 또 한번 안았으며 2011년 UAE 아라비안 걸프 리그 소속팀인 알아인 FC로 이적하여 2014년까지 53경기를 소화하며 UAE 리그 2회 연속 우승, 2013-14 UAE 프레지던트컵 우승 등에 일조했다.
이후 2014년 같은 UAE 리그팀인 샤바브 알아흘리 클럽으로 이적하여 7경기를 소화한 후 2015년 카타르 스타스 리그의 알아라비 SC를 끝으로 16년간의 프로 선수 생활을 마감했다.

### 국가대표팀
2000년 루마니아 A대표팀에 첫 발탁된 이후 UEFA 유로 2008 본선에 출전했으나 이탈리아와의 B조 조별리그 2차전에서 팀 동료인 러즈반 라츠와의 머리 충돌로 눈과 코에 심한 부상을 당하면서 결국 이렇다할 활약을 펼치지 못한 채 팀의 조별리그 탈락을 지켜봐야만 했으며 2010년 국제 A매치 통산 67경기 2골의 성적을 남긴 채 10년간의 국가대표팀 선수 생활을 마감했다.

## 지도자 경력
선수 은퇴 후 2015년 친정팀인 스테아우아 부쿠레슈티의 감독으로 지도자 첫 커리어를 시작한 이후 2018년 루마니아 U-21 대표팀의 감독직을 맡아 2019년 UEFA U-21 축구 선수권 대회에서 팀의 사상 첫 UEFA U-21 축구 선수권 대회 4강 진출 및 56년만의 올림픽 축구 본선 진출을 지휘했고 2019년 루마니아 성인 대표팀의 감독에 선임된 후 현재까지도 팀을 이끌고 있다.